# Abdelmoumene Djabou
Abdelmoumene Djabou (født 31. januar 1987) er en professionel fodboldspiller fra Algeriet. Han spiller som offensiv midtbanespiller for Al-Nassr i Saudi-Arabien.